# Pingguo Stadium
Das Pingguo Stadium (chinesisch 平果体育场) ist ein Fußballstadion mit Leichtathletikanlage in der chinesischen Stadt Pingguo (chinesisch 平果县). Das Stadion hat ein Fassungsvermögen von 20.000 Personen. Es ist die Heimspielstätte des Zweitligisten Guangxi Pingguo Haliao FC (chinesisch 广西平果哈嘹足球俱乐部).